# Steve Hillage
Steve Hillage, född 2 augusti 1951 i Chingford i Essex i England, är en brittisk musiker, främst känd som gitarrist. Hans musik brukar räknas till the Canterbury scene. Han har gett ut flera framgångsrika soloalbum sedan 1975, men är även känd som en av medlemmarna i spacerockgruppen Gong 1973-1975. Under större delen av 1980-talet gjorde han ett uppehåll från musiken. Sedan 1989 spelar han i System 7, en grupp som spelar elektronisk musik.
Steve Hillage mest framgångsrika skiva som solartist var 1976 års L som nådde tiondeplatsen på UK Albums Chart.

## Diskografi
Soloalbum
- Fish Rising (1975)
- L (1976)
- Motivation Radio (1977)
- Green (1978)
- Live Herald (1979)
- Rainbow Dome Musick (1979)
- Open (1979)
- Aura (1980)
- For To Next (1982)
- Düsseldorf (2017)

## Fotnoter
1. ↑  Official Charts